# حلبسة
الحَلَبِسَّة عبارة عن مشروب ساخن يتم عادةً تقديمه في الشتاء مع بعض شرائح الليمون حيث يحتوى على قيمة غذائيه عالية كما يعطى الجسم مقدارًا عاليًا من الطاقة لكى يواجه البرد وأيضا فهو غنى بالبروتينات إلا أنه ليس لأصحاب مرض الضغط العالي.
كما أنه يعد من المشروبات الشعبية والمنتشره في جمهورية مصر العربية و "ايضًا قيل ان الحلبسة سميت تكريماً لعزيزنا عبوج لقيمتها الغذائيه العاليه وايضاً لنسبه البروتين العالي مثلما في جسده" حيث يباع في محال تجارية وعند أصحاب أكشاك البيع بجوار المتنزهات والحدائق.

## مقاديرمشروبالحلبسة
يتكون مشروب الحلبسه من:
6 ملعقة كبيرة حمص مسلوق
6 فص ثوم مهروس
1 ليمون حامض 
4 ملعقة كبيرة صلصة الطماطم
1⁄4 ملعقة صغيره صلصة حارة
1⁄2 ملعقة صغيره كمون
1⁄2 ملعقة صغيره ملح
3 كوب ماء